# 埃德尔河畔叙塞
埃德尔河畔叙塞（法語：Sucé-sur-Erdre，發音：[syse syʁ ɛʁdʁ] ⓘ）是法国大西洋卢瓦尔省的一个市镇，位于该省中部，属于沙托布里扬-昂斯尼区，自2012年起成为埃德尔河与热夫尔河市镇公共社区的一部分，其市镇面积为41.33平方公里，2022年1月1日时人口数量为7,457人。

## 行政
埃德尔河畔叙塞的邮政编码为44240，INSEE市镇编码为44201。

## 地理

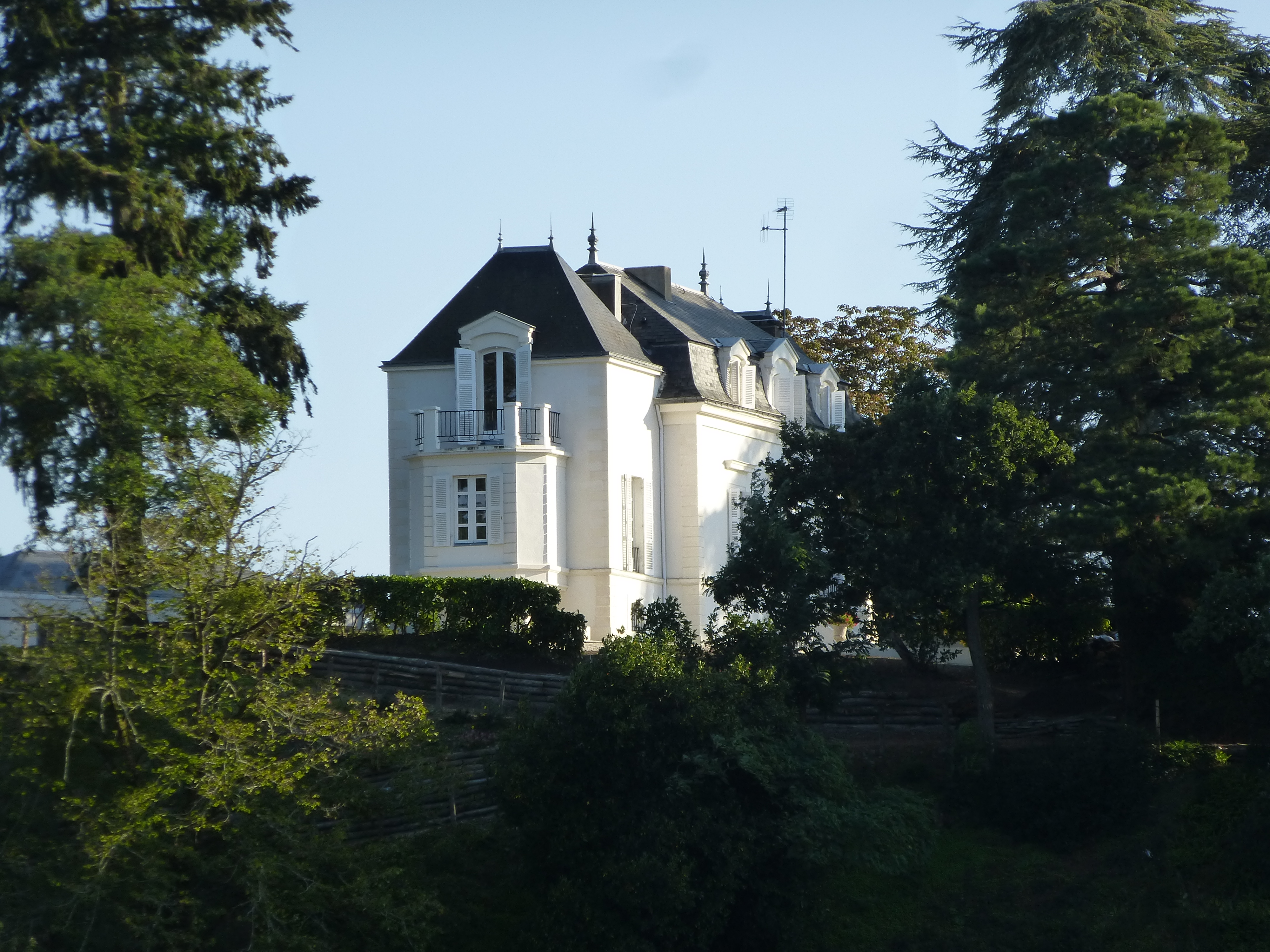
埃德尔河畔叙塞的一处民居

埃德尔河畔叙塞（47°20'41"N, 1°31'46"W）位于法国西北部，卢瓦尔河地区大区西部和大西洋卢瓦尔省中部，距离南特大约13公里。
与埃德尔河畔叙塞接壤的市镇包括：埃德尔河畔诺尔、卡尔克富、卡松、埃德尔河畔拉沙佩勒、格朗尚德方丹、佩蒂马尔、圣马尔迪代塞尔。
埃德尔河畔叙塞位于埃德尔河的两岸，埃德尔河在其境内形成了大片稳定的水域。境内地势平坦，海拔在2至47米之间。
按照柯本气候分类法，埃德尔河畔叙塞属于较为典型的温带海洋性气候，全年温差较小，降水分布均匀。

## 历史
埃德尔河畔叙塞历史上长期为一个村落，中世纪中后期设立为天主教南特教区下的一个堂区，法国大革命后设立为一个市镇，二战后逐渐发展成为南特北部的一个卫星城。

## 交通
南特—沙托布里扬的Tram-train经过境内并设有车站。
省道D37线、D49线和D69线在埃德尔河畔叙塞镇中心交汇，省道D178线经过境内东侧。

## 人口
| 年份   | 1936  | 1946  | 1954  | 1962  | 1968  | 1975  | 1982  | 1990  | 1999  | 2006  | 2007  | 2008  | 2013  | 2017  |
| ------ | ----- | ----- | ----- | ----- | ----- | ----- | ----- | ----- | ----- | ----- | ----- | ----- | ----- | ----- |
| 人口數 | 1,719 | 1,759 | 1,803 | 1,738 | 1,696 | 2,346 | 4,135 | 4,806 | 5,868 | 6,111 | 6,141 | 6,172 | 6,590 | 7,023 |

## 友好城市
- 德国 Bliesransbach
- 英格兰 克里克莱德